# Itame decorata
Itame decorata là một loài bướm đêm trong họ Geometridae.